# Јаргулица
Јаргулица (мкд. Јаргулица) је насеље у Северној Македонији, у југоисточном делу државе. Јаргулица је насеље у оквиру општине Радовиште.

## Географија
Јаргулица је смештена у југоисточном делу Северне Македоније. Од најближег града, Радовишта, насеље је удаљено 13 km јужно.
Насеље Јаргулица се налази у историјској области Струмица. Насеље је у средишњем делу Радовишког поља, које чини Стара река. Северно од села уздиже се планина Плачковица. Надморска висина насеља је приближно 330 метара. 
Месна клима је блажи облик континенталне због близине Егејског мора (жарка лета).

## Становништво
Јаргулица је према последњем попису из 2002. године имала 818 становника.
Већинско становништво у насељу су етнички Македонци. До почетка 20. века половину становништва чинили су Турци, који су се спонтано иселили у матицу.
Претежна вероисповест месног становништва је православље.